# Воронін Олександр Іванович
Воронін Олександр Іванович (1908, село Кожанка Муромського повіту Володимирської губернії — березень 1990, Москва) — діяч РСЧА і НКВД, КДБ СРСР, генерал-лейтенант (1945). Начальник Управління КДБ по Красноярському краю.

## Ранні роки
Народився в російській сім'ї робітника-шліфувальника . Закінчив сільську школу в 1918, слухач Володимирської губернської школи радянського і партійного будівництва (вересень 1923 — червень 1924).
Учень у приватного кравця, село Рогово Павловського повіту Нижньогородської губернії, з грудня 1919 по травень 1920. Працював у господарстві батька, село Кожанка, з травня 1920 по червень 1921 і з червня 1924 по червень 1926. З червня 1921 по вересень 1923 — пакувальник, мастильник ножів, учень на фабриці сталевих виробів, селище Бєлайково. Інструктор Муромського повітового комітету ВЛКСМ з червня по вересень 1926. Секретар осередку ВЛКСМ лісозаводу, станції Волосата Московсько-Курської залізниці, з вересня 1926 по лютий 1927. Голова волвиконкомів Владимирської губернії, з лютого 1927 по липень 1929. Заступник секретаря осередку ВКП(б) текстильної фабрики «Марксист», село Паустово, з липня по вересень 1929. Секретар партколективу, село Нікологори, з вересня 1929 по серпень 1930. Секретар осередку ВКП(б) на будівництві гавані Нижньогородського автозаводу з вересня по грудень 1930. Секретар осередку ВКП(б) механічної бази Нижньогородського автозаводу з грудня 1930 по травень 1931. Секретар осередку ВКП(б) Промислового району Нижньогородського автозаводу з травня по вересень 1931. Секретар парткому кузні № 1 Нижньогородського автозаводу з жовтня 1931 по квітень 1932. Завідувач агітаційно-масовим відділом парткому Горьковського автозаводу з квітня 1932 по жовтень 1933. Секретар партійного комітету пресово-ковальського цеху Горьковського автозаводу з жовтня 1933 по січень 1937.

## В органах державної безпеки
- Слухач курсів при Центральній школі НКВС СРСР з січня по лютий 1937.
- Стажер у відділі ГУГБ НКВС СРСР з 11 лютого 1937 по 23 квітня 1937.
- Помічник начальника 1-го відділення 6-го відділу ГУГБ НКВС СРСР з 23 квітня 1937 по березень 1938.
- Помічник начальника відділення 1-го відділу 3-го управління НКВС СРСР з березня 1938 по червень 1938.
- Помічник начальника 5-го відділення 1-го відділу 3-го управління НКВС СРСР з червня по вересень 1938.
- Помічник начальника 5-го відділення 1-го відділу ГТУ НКВС СРСР з вересня по 1 жовтня 1938.
- Референт секретаріату НКВС СРСР з 1 жовтня по грудень 1938.

Депутат Верховної Ради СРСР 1-го скликання (дообраний).
Начальник УНКВС-УНКДБ Сталінградської області з 29 грудня 1938 по 9 жовтня 1944.
Начальник УНКДБ-УМДБ Львівської області з 9 жовтня 1944 по 9 грудня 1948.
Саме Воронін запропонував (з метою позбавити УПА підтримки місцевого населення) масову депортацію. Цю пропозицію підтримав Лазар Каганович, підкресливши, що саме такий хід подій пришвидшить «остаточну радянізацію в західних областях».
Заступник міністра геології СРСР з 11 квітня 1949 по 20 березня 1953.
Начальник 6-го спеціального відділу МВС СРСР з 20 березня по 10 грудня 1953. Начальник УМВС Красноярського краю з 10 грудня 1953 по квітень 1954, потім начальник УКДБ Красноярського краю з 21 травня 1954 по 9 липня 1958.
Старший радник, старший консультант КДБ при РМ СРСР в Албанії з 2 серпня 1958 по 10 березня 1961.
Начальник УКДБ Брянської області з 8 червня по 18 серпня 1962. Звільнений у запас КДБ з жовтня 1962 року.